# Hello, world!
«Hello, world!» — программа, результатом работы которой является вывод на экран или иное устройство фразы «Hello, world!» (в дословном переводе с английского — «Здравствуй, мир!»; представляет собой распространённое неформальное приветствие, близкое к русскому «всем привет!»). Также используются вариации с другой пунктуацией или регистром — например, «Hello World». Обычно это первый пример программы в учебниках по программированию, и для многих студентов такая программа является первым опытом при изучении нового языка.

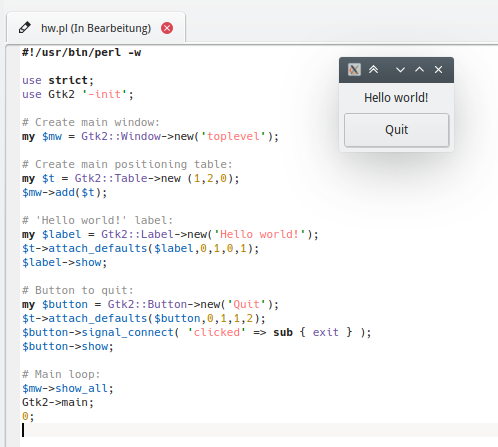
Пример «Hello world» с графическим интерфейсом на GTK+. На заднем плане gedit с исходным кодом на Perl

Такая постановка задачи обращает внимание учащегося сразу на несколько ключевых моментов языка программирования, главным из которых является базовая структура программы.
Хотя небольшие проверочные примеры использовались с тех самых пор, как появились компьютеры, традиция использования фразы «Hello, world!» в качестве тестового сообщения была введена в книге «Язык программирования Си» Брайана Кернигана и Денниса Ритчи, опубликованной в 1978 году.
В среде программирования микроконтроллеров при отсутствии дисплея простейшей программой «Hello, world» является программа «blink», реализующая мигание светодиода на одном из выходов микроконтроллера. Цель такой программы является успешная компиляция программы (при изучении нового микроконтроллера или новой среды разработки), прошивка программы в микроконтроллер и демонстрация работоспособности самого микроконтроллера.

## Перевод на русский язык

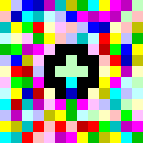
«Hello, world» на графическом языке Piet

Русскоязычные программисты и технические переводчики традиционно переводят слово world в его основном значении — «мир, свет, вселенная», отчего из «hello world» получается дословное «здравствуй, мир». Объясняется такой перевод тем, что программа, начиная работу, как бы рождается и приветствует мир, в который она приходит.
Более знакомые с тонкостями английского языка указывают на то, что у world имеются и другие значения — «народ», «общество», «человечество», а «hello world» является распространённым неформальным приветствием, адресованным неопределённому кругу лиц (людей, а не просто произвольных объектов или природе в целом). Поэтому переводить приветствие следует как «всем привет», «привет, народ», «здорово, люди» и т. п., что подтверждается англоязычными программистами.
В аналогичном смысле слово world применяется при назначении прав доступа (owner, group, world) в операционных системах UNIX, для которых был разработан язык C, откуда и пошла традиция выводить «hello world» в качестве приветствия. owner означает владельца объекта, group — группу пользователей, в которую входит владелец, а world — всех остальных пользователей системы.

## Примеры
C в устаревшем варианте K&R:
```
#include
 
<stdio.h>

main
()

{

    
printf
(
"hello, world!
\n
"
);

}

```

Современный пример, соответствующий стандарту ANSI C.:
```
#include
 
<stdio.h>

int
 
main
(
void
)

{

    
printf
(
"Hello, world!
\n
"
);

    
return
 
0
;

}

```

C++:
```
#include
 
<iostream>

int
 
main
()

{

    
std
::
cout
 
<<
 
"Hello, world!"
 
<<
 
std
::
endl
;

    
return
 
0
;

}

```

C#:
```
using
 
System
;

class
 
HelloWorld

{

    
static
 
void
 
Main
()

    
{

      
Console
.
WriteLine
(
"Hello, world!"
);

    
}

}

```

Паскаль:
```
begin

writeln
(
'Hello, world!'
)
;

end
.

```

Visual Basic (6.0):
```
Private
 
Sub
 
Form1_Load
()

    
Print
 
"Hello, world!"

End
 
Sub

```

Java:
```
public
 
class
 
HelloWorld

{

    
public
 
static
 
void
 
main
(
String
[]
 
args
)

    
{

        
System
.
out
.
println
(
"Hello, world!"
);

    
}

}

```

Go:
```
package
 
main
;

import
 
"fmt"

func
 
main
()
 
{

    
fmt
.
Println
(
"Hello, world!"
)

}

```

Ruby и Tcl:
```
puts
 
"Hello, World!"

```

Python, Lua, Perl, Kotlin и Swift:
```
print
(
"Hello, world!"
)

```

Python (альтернативный вариант):
```
import
 
__hello__

```

Rust:
```
fn
 
main
()
 
{

    
println!
(
"Hello, world!"
);

}

```

PHP:
```
<?php

echo
 
"Hello, world!"
;

?>

```

JavaScript (браузерный вариант):
```
document
.
write
(
"Hello, world!"
);

```

На языке JavaScript (Node.JS вариант):
```
console
.
log
(
"Hello, world!"
);

```

Processing:
```
void
 
setup
 
(){

  
size
(
400
,
150
);

  
background
(
255
);

  
textSize
(
30
);

  
fill
(
0
);

  
text
(
"Hello World"
,
100
,
100
);

}

```

Common Lisp:
```
(
format
 
t
 
"Hello, world!~%"
)

```

NASM:
```
global
 
start

   

section
 
.text

  

start:

    
mov
     
rax
,
 
0x2000004
 
; write

    
mov
     
rdi
,
 
1
 
; stdout

    
mov
     
rsi
,
 
"Hello, world!"

    
mov
     
rdx
,
 
13

    
syscall

 

    
mov
     
rax
,
 
0x2000001
 
; exit

    
mov
     
rdi
,
 
0

    
syscall

```

1С:
```
Сообщить
 
(
"Hello, world!"
);

```

Brainfuck:
```
++++++++
[
>
++++
[
>
++
>
+++
>
+++
>
+
<<<<
-
]
>
+
>
+
>
-
>>
+
[
<
]
<
-
]
>>
.
>
---
.
+++++++
..
+++
.
>>
.
<
-
.
<
.
+++
.
------
.
--------
.
>>
+
.
>
++
.

```

Dart:
```
main
()
 
{

    
print
(
"Hello, World!"
);

}

```

На эзотерическом языке HQ9+:
```
H

```

На эзотерическом языке Malbolge:
```
(
'
&%:
9
]
!~
}
|
z2Vxwv
-
,
POqponl$Hjig
%
eB
@@
>
}
=<
M
:
9
wv6WsU2T
|
nm
-
,
jcL
(
I
&%
$
#
"`CB]V?Tx<uVtT`Rpo3NlF.Jh++FdbCBA@?]!~|4XzyTT43Qsqq(Lnmkj"
Fhg$
{
z
@
>

```

На эзотерическом языке Whitespace:
Каждому символу Пробел, Таб, и Перевод строки предшествует комментарий "S", "T", и "L", соответственно:   
```
S
 
S
 
S
 
T
	
S
 
S
 
T
	
S
 
S
 
S
 
L
```

T L
S S S S S T T S S T S T L
T L
S S S S S T T S T T S S L
T L
S S S S S T T S T T S S L
T L
S S S S S T T S T T T T L
T L
S S S S S T S T T S S L
T L
S S S S S T S S S S S L
T L
S S S S S T T T S T T T L
T L
S S S S S T T S T T T T L
T L
S S S S S T T T S S T S L
T L
S S S S S T T S T T S S L
T L
S S S S S T T S S T S S L
T L
S S S S S T S S S S T L
T L
S S L
L
Lstyly=

## Маргинальные примеры
Данная группа примеров призвана показать громоздкость некоторых технологий.
```
[

    
uuid(2573F8F4
-
CFEE
-
101A
-
9A9F
-
00AA00342820)
]
library
 
LHello
{

    
//
 
bring
 
in
 
the
 
master
 
library

    
importlib(
"actimp.tlb"
);

    
importlib(
"actexp.tlb"
);

    
//
 
bring
 
in
 
my
 
interfaces

#
include
 
"pshlo.idl"

    
[

        
uuid(2573F8F5
-
CFEE
-
101A
-
9A9F
-
00AA00342820)

    
]

    
cotype
 
THello

    
{

        
interface
 
IHello;

        
interface
 
IPersistFile;

    
};
};
[

    
exe,

    
uuid(2573F890
-
CFEE
-
101A
-
9A9F
-
00AA00342820)
]
module
 
CHelloLib
{

    
//
 
some
 
code
 
related
 
header
 
files

    
importheader();

    
importheader();

    
importheader();

    
importheader(
"pshlo.h"
);

    
importheader(
"shlo.hxx"
);

    
importheader(
"mycls.hxx"
);

    
//
 
needed
 
typelibs

    
importlib(
"actimp.tlb"
);

    
importlib(
"actexp.tlb"
);

    
importlib(
"thlo.tlb"
);

    
[

        
uuid(2573F891
-
CFEE
-
101A
-
9A9F
-
00AA00342820),

        
aggregatable

    
]

    
coclass
 
CHello

    
{

        
cotype
 
THello;

    
};
};

```

```
#include
 
"ipfix.hxx"

extern
 
HANDLE
 
hEvent
;

class
 
CHello
 
:
 
public
 
CHelloBase

{

public
:

	
IPFIX
(
CLSID_CHello
);

	
CHello
(
IUnknown
 
*
pUnk
);

	
~
CHello
();

	
HRESULT
 
__stdcall
 
PrintSz
(
LPWSTR
 
pwszString
);

private
:

	
static
 
int
 
cObjRef
;

};

#include
 
"thlo.h"

#include
 
"pshlo.h"

#include
 
"shlo.hxx"

#include
 
"mycls.hxx"

int
 
CHello
::
cObjRef
 
=
 
0
;

CHello
::
CHello
(
IUnknown
 
*
pUnk
)
 
:
 
CHelloBase
(
pUnk
)

{

    
cObjRef
++
;

    
return
;

}

HRESULT
 
__stdcall
 
CHello
::
PrintSz
(
LPWSTR
 
pwszString
)

{

    
printf
(
"%ws
\n
"
,
 
pwszString
);

    
return
(
ResultFromScode
(
S_OK
));

}

CHello
::~
CHello
(
void
)

{

    
// when the object count goes to zero, stop the server

    
cObjRef
--
;

    
if
(
 
cObjRef
 
==
 
0
 
)

        
PulseEvent
(
hEvent
);

    
return
;

}

#include
 
"pshlo.h"

#include
 
"shlo.hxx"

#include
 
"mycls.hxx"

HANDLE
 
hEvent
;

int
 
_cdecl
 
main
(
int
 
argc
,
 
char
 
*
 
argv
[])
 
{

    
ULONG
 
ulRef
;

    
DWORD
 
dwRegistration
;

    
CHelloCF
 
*
pCF
 
=
 
new
 
CHelloCF
();

    
hEvent
 
=
 
CreateEvent
(
NULL
,
 
FALSE
,
 
FALSE
,
 
NULL
);

    
// Initialize the OLE libraries

    
CoInitializeEx
(
NULL
,
 
COINIT_MULTITHREADED
);

    
CoRegisterClassObject
(
CLSID_CHello
,
 
pCF
,
 
CLSCTX_LOCAL_SERVER
,

        
REGCLS_MULTIPLEUSE
,
 
&
dwRegistration
);

    
// wait on an event to stop

    
WaitForSingleObject
(
hEvent
,
 
INFINITE
);

    
// revoke and release the class object

    
CoRevokeClassObject
(
dwRegistration
);

    
ulRef
 
=
 
pCF
->
Release
();

    
// Tell OLE we are going away.

    
CoUninitialize
();

    
return
(
0
);
 

}

extern
 
CLSID
 
CLSID_CHello
;

extern
 
UUID
 
LIBID_CHelloLib
;

CLSID
 
CLSID_CHello
 
=
 
{
 
/* 2573F891-CFEE-101A-9A9F-00AA00342820 */

    
0x2573F891
,

        
0xCFEE
,

        
0x101A
,

    
{
 
0x9A
,
 
0x9F
,
 
0x00
,
 
0xAA
,
 
0x00
,
 
0x34
,
 
0x28
,
 
0x20
 
}

};

UUID
 
LIBID_CHelloLib
 
=
 
{
 
/* 2573F890-CFEE-101A-9A9F-00AA00342820 */

    
0x2573F891
,

        
0xCFEE
,

        
0x101A
,

    
{
 
0x9A
,
 
0x9F
,
 
0x00
,
 
0xAA
,
 
0x00
,
 
0x34
,
 
0x28
,
 
0x20
 
}

};

#include
 
"pshlo.h"

#include
 
"shlo.hxx"

#include
 
"clsid.h"

int
 
_cdecl
 
main
(
 
int
 
argc
,
 
char
 
*
 
argv
[])
 
{

    
HRESULT
 
hRslt
;

    
IHello
 
*
pHello
;

    
ULONG
 
ulCnt
;

    
IMoniker
 
*
 
pmk
;

    
WCHAR
 
wcsT
[
_MAX_PATH
];

    
WCHAR
 
wcsPath
[
2
 
*
 
_MAX_PATH
];

    
// get object path

    
wcsPath
[
0
]
 
=
 
'\0'
;

    
wcsT
[
0
]
 
=
 
'\0'
;

    
if
(
 
argc
 
>=
 
1
)
 
{

        
mbstowcs
(
wcsPath
,
 
argv
[
1
],
 
strlen
(
argv
[
1
])
 
+
 
1
);

        
wcsupr
(
wcsPath
);

    
}

    
else
 
{

        
fprintf
(
stderr
,
 
"Object path must be specified
\n
"
);

        
return
(
1
);

    
}

    
// get print string

    
if
(
argc
 
>=
 
2
)

        
mbstowcs
(
wcsT
,
 
argv
[
2
],
 
strlen
(
argv
[
2
])
 
+
 
1
);

    
else

        
wcscpy
(
wcsT
,
 
L
"Hello World"
);

    
printf
(
"Linking to object %ws
\n
"
,
 
wcsPath
);

    
printf
(
"Text String %ws
\n
"
,
 
wcsT
);

    
// Initialize the OLE libraries

    
hRslt
 
=
 
CoInitializeEx
(
NULL
,
 
COINIT_MULTITHREADED
);

    
if
(
SUCCEEDED
(
hRslt
))
 
{

        
hRslt
 
=
 
CreateFileMoniker
(
wcsPath
,
 
&
pmk
);

        
if
(
SUCCEEDED
(
hRslt
))

            
hRslt
 
=
 
BindMoniker
(
pmk
,
 
0
,
 
IID_IHello
,
 
(
void
 
**
)
&
pHello
);

        
if
(
SUCCEEDED
(
hRslt
))
 
{

            
// print a string out

            
pHello
->
PrintSz
(
wcsT
);

            
Sleep
(
2000
);

            
ulCnt
 
=
 
pHello
->
Release
();

        
}

        
else

            
printf
(
"Failure to connect, status: %lx"
,
 
hRslt
);

        
// Tell OLE we are going away.

        
CoUninitialize
();

    
}

    
return
 
0
;

}

```

## Другие программы
В учебниках по программированию используются и другие программы:
- Пустая программа — ничего не делает, но корректно запускается и выгружается из памяти.
- «99 бутылок пива» демонстрирует простейшее применение циклов с выводом текста на экран.
- Программы вычисления факториала и чисел Фибоначчи.
- Куайн — программа, печатающая саму себя.
- JAPH.